# Larian Studios
Larian Studios es un desarrollador de videojuego belga que fue fundado en 1996 por Swen Vincke. Se especializa en el desarrollo de juegos de rol y juegos educativos.

## Trabajos notables
El primer proyecto de Larian Studios se llamó "The Lady, the Mage and the Knight" (La Señora, el Mago y el Caballero). Sin embargo, no encontraron ningún editor dispuesto a publicar el juego. El estudio desarrollo entonces LED Wars, un juego de estrategia publicados por Ionos en 1997. Más tarde, "The Lady, the Mage and the Knight" se convirtió en un proyecto de colaboración entre Larian Estudios y Attic Entertainment Software. Debido a varios problemas entre los dos estudios de desarrollo y su editor, el proyecto fue abandonado en 1999.
En el 2002, Larian desarrollo el juego Divinity: Sword of Lies que fue publicado por CDV bajo el nombre Divine Divinity. En 2004, publicaron la expansión Beyond Divinity, en dos versiones: la versión estándar por Ubisoft Diversión GmbH y la versión Deluxe por MediaMix Benelux .
También en el 2004, desarrollan KetnetKick, un juego educativo, hecho por encargo para Ketnet y publicado por Transposia. 
En marzo del 2008, Adventure Rock, un mundo virtual fue completado y publicado. En octubre del mismo año publican KetnetKick 2.  En marzo del 2009 desarrollan GulliLand publicado por Jeunesse TV. En enero del 2010 Larian publica Divinity II,  una secuela de Divine Divinity.  Más tarde Larian produce Divinity II: Flames of Vengeance.
El 13 de agosto de 2013 Larian publica Divinity: Dragon Commander, un juego que mezcla elementos de estrategia y rol en el universo de Divinity. 
En junio del 2014, tras varios retrasos, Larian publica Divinity: Original Sin. El juego fue financiado en parte a través de Kickstarter en una campaña en donde se recaudó 1 millones de dólares. El presupuesto total del juego se estima en 4 millones de dólares. Además de ser un juego de rol, es un videojuego de estrategia por turnos. Cronológicamente los acontecimientos se ubican entre Dragon Commander y Divine Divinity. En octubre del 2015 publican una edición mejorada.
El videojuego de 2017 Divinity: Original Sin 2, es una secuela de Divinity: Original Sin, también parcialmente financiado en Kickstarter. El juego tiene lugar 1200 años después de los acontecimientos en Divinity: Original Sin y mantiene muchos de los elementos de jugabilidad en el mismo. El juego fue publicado el 14 de septiembre de 2017, obtuvo críticas favorables de jugadores.
En 2023, su videojuego Baldur's Gate 3 fue nominado en varias categorías en la ceremonia The Game Awards, ganando el galardón más importante: Juego del Año, además de Voz de los jugadores, Mejor juego multijugador, Mejor RPG,y  Mejor soporte de la comunidad. 

## Juegos desarrollados
| Año  | Título                           | Plataforma/s                                                            | Notas                                                                                                  |
| ---- | -------------------------------- | ----------------------------------------------------------------------- | --- |
| 1997 | The L.E.D. Wars                  | Windows                                                                 | |
| 2002 | Divine Divinity                  | Windows, macOS                                                          | |
| 2004 | Beyond Divinity                  | Windows, macOS                                                          | |
| 2009 | Divinity II: Ego Draconis        | Windows, Xbox360                                                        | Ediciones especiales The Dragon Knight Saga y Developer's Cut lanzadas en 2010 y 2012, respectivamente |
| 2010 | Divinity II: Flames of Vengeance | Windows, Xbox360                                                        | Expansión lanzada para Divinity II                                                                     |
| 2013 | Divinity II: Dragon Commander    | Windows                                                                 | |
| 2014 | Divinity: Original Sin           | Windows, Linux, macOS, PlayStation 4, Xbox One                          | Edición especial Enhanced Edition lanzada en 2015                                                      |
| 2017 | Divinity: Original Sin II        | Windows, Linux, macOS, PlayStation 4, Xbox One, Nintendo Switch, iPadOS | Edición especial Definitive Edition lanzada en 2018                                                    |
| 2023 | Baldur's Gate III                | Windows, macOS, PlayStation 5, Xbox Series X/S                          | |

### Juegos cancelados
| Año  | Título                            | Plataforma/s                     | Notas                                                         |
| ---- | --------------------------------- | -------------------------------- | ------------------------------------------------------------- |
| 1999 | The Lady, the Mage and the Knight | Windows                          | Desarrollado en colaboración con Attic Entertainment Software |
| 2019 | Divinity: Fallen Heroes           | Windows, PlayStation 4, Xbox One |                                                               |

### Juegos educativos
- Ketnet Kick (2004)
- Adventure Rock (2008)
- Ketnet Kick 2 (2008)
- GulliLand (2009)
- Superia (2009)
- Monkey Labs (2009)
- Monkey Tales (2011)